# Championnat de France féminin de handball 1993-1994
Navigation
Saison 1992-1993 Saison 1994-1995
Le championnat de France féminin de handball 1993-1994 est la quarante-troisième édition de cette compétition. Le championnat de Division 1 est le plus haut niveau du championnat de France de ce sport. Douze clubs participent à la compétition. 
À la fin de la saison, l'ASPTT Metz-Marly est désigné champion de France, pour la quatrième fois de son histoire, devant l'USM Gagny,. Metz réalise par ailleurs le doublé en remportant la finale de la coupe de France, également face à Gagny.

## Première phase
Les équipes sont réparties en deux poules :
| Poule 1 - ASPTT Metz-Marly - Stade béthunois BL - AL Bouillargues - ASUL Vaulx-en-Velin - SA Mérignacais - FSE Achenheim | Poule 2 - USM Gagny 93 - CSL Dijon - ASPTT Strasbourg - Stade français Issy-les-Moulineaux - ES Besançon - ES Colombes |

Remarque : en gras sont indiquées les équipes qualifiées pour la poule haute.

## Phase finale
Légende
| - Champion de France - Barrage de relégation face aux finalistes de N1 fédérale (D2) - Relégué en D2 | - T : Tenant du titre - F : Vainqueur de Coupe de France - P : Promu de D2 en début de saison |

### Poule haute
Le classement final de la poule haute est:
|   | Équipe                  | Pts | J  | G | N | P | Bp  | Bc  | Diff |
| - | ----------------------- | --- | -- | - | - | - | --- | --- | ---- |
| 1 | ASPTT Metz-Marly (T, F) | 18  | 10 | 9 | 0 | 1 | 258 | 199 | 59   |
| 2 | USM Gagny 93            | 17  | 10 | 8 | 1 | 1 | 225 | 181 | 44   |
| 3 | AL Bouillargues         | 9   | 10 | 4 | 1 | 5 | 197 | 213 | -16  |
| 4 | CSL Dijon               | 8   | 10 | 4 | 0 | 6 | 220 | 233 | -13  |
| 5 | ASPTT Strasbourg        | 5   | 10 | 2 | 1 | 7 | 183 | 226 | -43  |
| 6 | Stade béthunois BL      | 3   | 10 | 1 | 1 | 8 | 183 | 214 | -31  |

### Poule basse
Le classement final de la poule basse est:
|    | Équipe                             | Pts | J  | G | N | P | Bp  | Bc  | Diff |
| -- | ---------------------------------- | --- | -- | - | - | - | --- | --- | ---- |
| 7  | Stade français Issy-les-Moulineaux | 18  | 10 | 9 | 0 | 1 | 250 | 214 | 36   |
| 8  | ASUL Vaulx-en-Velin                | 13  | 10 | 6 | 1 | 3 | 251 | 204 | 47   |
| 9  | ES Besançon                        | 10  | 10 | 4 | 2 | 4 | 214 | 216 | -2   |
| 10 | SA Mérignac                        | 7   | 10 | 3 | 1 | 6 | 209 | 238 | -29  |
| 11 | ES Colombes (P)                    | 7   | 10 | 3 | 1 | 6 | 208 | 240 | -32  |
| 12 | FSE Achenheim (P)                  | 5   | 10 | 2 | 1 | 7 | 206 | 226 | -20  |

### Barrages
| Équipe 1    | Statut          | Équipe 2                 | Statut                        | Total   | Aller   | Retour  |
| ----------- | --------------- | ------------------------ | ----------------------------- | ------- | ------- | ------- |
| ES Besançon | 9e de N1 perf.  | US Mios                  | Champion de N1 fédérale (D2)  | 51 – 32 | 21 – 20 | 30 – 12 |
| SA Mérignac | 10e de N1 perf. | UODL Tassin-la-Demi-Lune | Finaliste de N1 fédérale (D2) | 45 – 34 | 19 – 20 | 26 – 14 |

L'ES Besançon et le SA Mérignac restent en Nationale 1 performance (D1). L'US Mios et l'UODL Tassin-la-Demi-Lune restent en Nationale 1 fédérale (D2) et il n'y a donc aucun promu

### Bilan
| \| Rang \| Club \| Commentaire \| \| ---- \| ---------------------------------- \| ----------------------------------------------------- \| \| 1 \| ASPTT Metz-Marly (T, F) \| Champion de France et qualifié en Ligue des champions \| \| 2 \| USM Gagny 93 \| Qualifié en Coupe d'Europe des vainqueurs de coupe \| \| 3 \| AL Bouillargues \| Qualifié en Coupe de l'EHF \| \| 4 \| CSL Dijon \| Qualifié en Coupe des Villes \| \| 5 \| ASPTT Strasbourg \| - \| \| 6 \| Stade béthunois BL \| - \| \| 7 \| Stade français Issy-les-Moulineaux \| - \| \| 8 \| ASUL Vaulx-en-Velin \| - \| \| 9 \| ES Besançon \| Maintenu après barrages \| \| 10 \| SA Mérignac \| Maintenu après barrages \| \| 11 \| ES Colombes (P) \| Relégué \| \| 12 \| FSE Achenheim (P) \| Relégué \| | Légende - Champion de France - Qualifié en Coupe d'Europe des vainqueurs de coupe - Qualifié en Coupe de l'EHF - Qualifié en Coupe des Villes - Relégué en D2 - T : Tenant du titre - F : Vainqueur de la Coupe de France - P : Promu de D2 en début de saison |                                                       |
| Rang | Club | Commentaire                                           |
| 1 | ASPTT Metz-Marly (T, F) | Champion de France et qualifié en Ligue des champions |
| 2 | USM Gagny 93 | Qualifié en Coupe d'Europe des vainqueurs de coupe    |
| 3 | AL Bouillargues | Qualifié en Coupe de l'EHF                            |
| 4 | CSL Dijon | Qualifié en Coupe des Villes                          |
| 5 | ASPTT Strasbourg | -                                                     |
| 6 | Stade béthunois BL | -                                                     |
| 7 | Stade français Issy-les-Moulineaux | -                                                     |
| 8 | ASUL Vaulx-en-Velin | -                                                     |
| 9 | ES Besançon | Maintenu après barrages                               |
| 10 | SA Mérignac | Maintenu après barrages                               |
| 11 | ES Colombes (P) | Relégué                                               |
| 12 | FSE Achenheim (P) | Relégué                                               |

## Effectif du champion de France
L'effectif de l'ASPTT Metz-Marly, champion de France, était :
Gardiennes de but
- Irina Popova : 29 ans, 1,84 m, 80 sélections en équipe d'URSS, Professeur d'éducation physique
- Alexandra Hector : 18 ans, 1,71 m, internationale junior. Etudiante en éducation physique à Nancy

Joueuses de champ
- Isabelle Louis : 26 ans, 1,75 m. Educatrice sportive
- Véronique Desailly : 20 ans, 1,62 m. Etudiante en éducation physique à Nancy
- Corinne Krumbholz : 30 ans, 1,70 m, 60 sélections en France A. Professeur d'éducation physique
- Florence Sauval : 29 ans, 1,64m, 127 sélections en France A. Assistance sportive et touristique du Conseil Régional
- Zita Galić : 31 ans, 1,70m, 96 sélection en Yougoslavie
- Sophie Hugard : 26 ans, 1,74 m, 16 sélections en France A. Educatrice sportive
- Fabienne Djitli : 22 ans, 1,82m. Etudiante en communication
- Sophie Remiatte : 23 ans, 1,78m, 21 sélections en France A. Etudiante DUT de technique de commercialisation
- Isabelle Wendling : 23 ans, 1,75m, 6 sélections en France A. Etudiante DUT de technique de commercialisation
- Stéphanie Moreau : 23 ans, 1,74m, 47 sélections en France A. Etudiante en éducation physique
- Sylvie Gérard : 18 ans, 1,78m, internationale junior. Lycéenne
- Estelle Vogein : 18 ans, 1,68m, internationale junior. Lycéenne.

Entraîneur
- Olivier Krumbholz : 36 ans.

## Statistiques
Classement des meilleures marqueuses
1. Zita Galić (ASPTT Metz-Marly) - 149 buts
2. Ana Balanean (ASUL Vaulx-en-Velin) - 130 buts
3. Néli Stantcheva (Stade français Issy-les-Moulineaux) - 122 buts
4. Evguenia Tovstogan (CSL Dijon) - 112 buts
5. Françoise Labarthette  (SA Mérignacais) - 108 buts
6. Christine Verdure (ES Colombes) - 107 buts
7. Chantal Maïo (AL Bouillargues) - 106 buts
8. Catherine Pibarot (ASUL Vaulx-en-Velin) - 104 buts
9. Barbara Pingret (Stade béthunois BL) - 101 buts
10. Christelle Marchand (USM Gagny 93) - 101 buts